# Алечхорн
Алечхорн (на немски: Aletschhorn) е връх в Алпите, втори по височина (4193 м) в Бернските Алпи след Финстераархорн. Някои източници го поставят на 32-ро място сред алпийските върхове. Намира се в Швейцария, в територията Юнгфрау-Алеч, която присъства в Списъка на световното културно и природно наследство на ЮНЕСКО. Той заема централно място на хребет, който се намира на 10 км на юг от вододелното било на масива. По този начин от него се откриват великолепни гледки – на север се вижда прочутата тройка Юнгфрау, Мьонх и Айгер (но от не толкова впечатляващата южна страна), докато на юг се простира дълбоката долина на Рона. Зад нея се извисяват Пенинските Алпи, не по-малко красиви от Бернските. Изобщо Алечхорн се смята за връх с изключително панорамно местоположение.
Има пирамидална форма с добре изразен връх и мощни флангове, които са известни алпинистки обекти. Най-впечатляваща е южната му стена – 1700-метрова пропаст, стигаща надолу до ледника Обералеч. В действителност върхът отвсякъде е обграден от ледници: зад него остава фирновото поле Алеч, от чийто източен край започва най-големият ледник в Алпите и цяла Западна Европа – Алечкият. В околността има няколко хижи, които приютяват желаещите да му се насладят.
Алечхорн е изкачен за първи път през 1859 г. от Франсис Тъкет, Й. Й. Бенен, П. Борен и В. Тайрас. През 2015 г. върхът влиза в рекордното постижение на Бернхард Хъг (Швейцария) и Тони Балби (Франция), наречено „Седем алпийски върха за 24 часа“.